# Mesoplodon eueu
El zifio de Ramari (Mesoplodon eueu) es una especie de cetáceo odontoceto de la familia Ziphidae. Fue descrita en el 2021 y nombrada en honor a la investigadora neocelandesa Ramari Stewart. En el año 2023, se confirmó la distribución de la especie en el Hemisferio Sur, gracias a ejemplares encontrados en las costas de Marindia y San Luis, en Uruguay.Esta especie cuenta además con registros en las costas de Sudáfrica, Australia y Aotearoa New Zelanda.